# والتر أندرياس شفارتز
والتر أندرياس شفارتز (بالألمانية: Walter Andreas Schwarz )‏ (و. 1913 – 1992 م) هو مغني، وفنان ملاهي، ومترجم، وكاتب ألماني، ولد في آشرسليبن، شارك في مسابقة الأغنية الأوروبية 1956، توفي في هايدلبرغ، عن عمر يناهز 79 عاماً.

## وصلات خارجية
- والتر أندرياس شفارتز على موقع IMDb (الإنجليزية)
- والتر أندرياس شفارتز على موقع ميوزك برينز (الإنجليزية)
- والتر أندرياس شفارتز على موقع أول ميوزيك (الإنجليزية)
- والتر أندرياس شفارتز على موقع ديسكوغز (الإنجليزية)

- والتر أندرياس شفارتز في قاعدة بيانات الأفلام على الإنترنت